# Petrópolis Esporte Clube
Il Petrópolis Esporte Clube è una squadra brasiliana di calcio a 5 della città di Petrópolis, fondata il 1º dicembre 2001.

## Storia
Il Club ha partecipato per la prima volta alla Liga Futsal nel 2005, giungendo all'undicesimo posto, la scorsa stagione ha migliorato il proprio piazzamento giungendo ottavo.

## Rosa 2007
|    | Nac.               | Nombre                              | Sobrenombre | Puesto    |
| -- | ------------------ | ----------------------------------- | ----------- | --------- |
| 1  | Brasile (bandiera) | Douglas Schmitt                     | DOUGLAS     | Portiere  |
| 2  | Brasile (bandiera) | Fernando Antônio do Vale Silva      | FERNANDO    | Portiere  |
| 3  | Brasile (bandiera) | Eduardo Castro Vieira Borges        | FORMIGA     | Difensore |
| 4  | Brasile (bandiera) | Diego Marcelino dos Santos          | MARCELINO   | Laterale  |
| 5  | Brasile (bandiera) | Regis Tiago Wilborn                 | REGIS       | Laterale  |
| 6  | Brasile (bandiera) | Leonardo dos Santos                 | PELE'       | Laterale  |
| 7  | Brasile (bandiera) | Jorge Luis Alves Mello              | JORGINHO    | Laterale  |
| 8  | Brasile (bandiera) | Eli Antônio do Nascimento Junior    | ELI         | Laterale  |
| 9  | Brasile (bandiera) | Alvim Costa de Jesus                | ALVIM       | Laterale  |
| 10 | Brasile (bandiera) | Márcio Gomes Pereira                | MARCINHO    | Laterale  |
| 11 | Brasile (bandiera) | Bruno Loureiro de Barros            | CAFE'       | Laterale  |
| 13 | Brasile (bandiera) | Vinicius Leonardes                  | VINICIUS    | Difensore |
| 14 | Brasile (bandiera) | Bruno Sarruf Guimarães              | BRUNO       | Laterale  |
| 16 | Brasile (bandiera) | Felipe de Oliveira Grigorio         | FELIPE      | Laterale  |
| 17 | Brasile (bandiera) | Rodrigo Almeida Ferreira dos Santos | MANCHA      | Pivot     |
| 19 | Brasile (bandiera) | Reinaldo Alves de Paiva             | BARTOLO     | Pivot     |
| 20 | Brasile (bandiera) | Diogo de Oliveira Ferreira          | DIOGO       | Portiere  |
| 21 | Brasile (bandiera) | Tiago Luiz do Nascimento            | TIAGO       | Portiere  |

Allenatore:  Fernando de Paula Malafaia - Fernando Malafaia

## Palmarès
- 3 Campionati dello Stato di Rio: 2002, 2005, 2006
- 2 Campionati Carioca: 2004, 2006

## Andamento nella Liga Futsal
- 2005: 11º posto
- 2006: 8º posto
- 2007: 14º posto